# TCM Privatuniversität Li Shi Zhen
Die TCM Privatuniversität Li Shi Zhen war eine österreichische Privatuniversität mit Sitz in Wien.

## Geschichte
Die Privatuniversität wurde am 12. September 2003 als erste europäische universitäre Lehr- und Forschungseinrichtung der Traditionellen Chinesische Medizin durch den Österreichischen Akkreditierungsrat als Privatuniversität akkreditiert. Rektor der Hochschule war Andreas Bayer; Dekan war Liang Zhi.
Die Namensgebung fand ihren Ursprung in:
- TCM leitet sich ab von Traditioneller Chinesische Medizin
- Li Shi Zhen (李时珍/李時珍) (1518–1593), ein chinesischer Mediziner und Gelehrter der Ming-Dynastie. Er verfasste das Werk Pen ts'ao kang mu (本草纲目/本草綱目) (deutsch: Das Buch heilender Kräuter).

Am 10. August 2009 erlosch die Akkreditierung als Privatuniversität, da kein Antrag auf Verlängerung der Akkreditierung eingebracht worden ist. Alle Studierenden konnten mit Ende Juni 2009 ihre Studien abschließen, somit sind alle Ausbildungsverpflichtungen der TCM Privatuniversität erfüllt worden.